# Championnats du monde de course d'orientation 2014
Navigation
Édition précédente Édition suivante
Les championnats du monde de course d'orientation 2014, trente-unième édition des Championnats du monde de course d'orientation, ont lieu du 5 au 12 juillet 2014 en Italie,.

## Podiums
Femmes
| Épreuves                | Or                                                | Argent                                               | Bronze                                                  |
| ----------------------- | ------------------------------------------------- | ---------------------------------------------------- | ------------------------------------------------------- |
| Femmes Sprint           | Suisse Judith Wyder                               | Suède Tove Alexandersson                             | Danemark Maja Møller Alm                                |
| Femmes moyenne distance | Suède Annika Billstam                             | Danemark Ida Bobach                                  | Suède Tove Alexandersson                                |
| Femmes Longue distance  | Russie Swetlana Mironowa                          | Suède Tove Alexandersson                             | Suisse Judith Wyder                                     |
| Femmes Relais           | Suisse Sara Lüscher Sabine Hauswirth Judith Wyder | Danemark Emma Klingenberg Ida Bobach Maja Møller Alm | Suède Helena Jansson Annika Billstam Tove Alexandersson |

Hommes
| Épreuves                | Or                                                       | Argent                                               | Bronze                                                     |
| ----------------------- | -------------------------------------------------------- | ---------------------------------------------------- | ---------------------------------------------------------- |
| Hommes Sprint           | Danemark Søren Bobach                                    | Suisse Daniel Hubmann                                | Allemagne Tue Lassen                                       |
| Hommes moyenne distance | Norvège Olav Lundanes                                    | Suisse Fabian Hertner                                | Ukraine Oleksandr Kratow                                   |
| Hommes Longue distance  | France Thierry Gueorgiou                                 | Suisse Daniel Hubmann                                | Norvège Olav Lundanes                                      |
| Hommes Relais           | Suède Jonas Leandersson Fredrik Johansson Gustav Bergman | Suisse Fabian Hertner Daniel Hubmann Matthias Kyburz | France Frédéric Tranchand François Gonon Thierry Gueorgiou |

Mixte
| Épreuves     | Or                                                                  | Argent                                                            | Bronze                                                                       |
| ------------ | ------------------------------------------------------------------- | ----------------------------------------------------------------- | ---------------------------------------------------------------------------- |
| Relais mixte | Suisse Rahel Friederich Martin Hubmann Matthias Kyburz Judith Wyder | Danemark Emma Klingenberg Tue Lassen Søren Bobach Maja Møller Alm | Russie Anastassija Tichonowa Gleb Tichonow Andrei Chramow Galina Winogradowa |

## Tableau des médailles
- Pays organisateur

| Rang  | Nation   | Or | Argent | Bronze | Total |
| ----- | -------- | -- | ------ | ------ | ----- |
| 1     | Suisse   | 3  | 4      | 1      | 8     |
| 2     | Suède    | 2  | 2      | 2      | 6     |
| 3     | Danemark | 1  | 3      | 2      | 6     |
| 4     | France   | 1  | 0      | 1      | 2     |
| 4     | Norvège  | 1  | 0      | 1      | 2     |
| 4     | Russie   | 1  | 0      | 1      | 2     |
| 7     | Ukraine  | 0  | 0      | 1      | 1     |
| Total | Total    | 9  | 9      | 9      | 27    |